# Alden W. Clausen
Alden Winship "Tom" Clausen (17 février 1923 - 21 janvier 2013) est président de la Banque mondiale de 1981 à 1986. Il est également président et chef de la direction de Bank of America en 1970 et à nouveau en 1986.

## Éducation
Clausen est né à Hamilton, dans l'Illinois, dans une famille d'ascendance norvégienne et allemande. Il est le fils de Morton Clausen, propriétaire, rédacteur en chef et éditeur du Hamilton Press, l'hebdomadaire de la ville et d'Elsie Emma Kroll. Il est diplômé du Carthage College en 1944 avec un BA (et reçoit un LLD honorifique en 1970), de la faculté de droit de l'Université du Minnesota en 1949 avec un LLB et suit le programme de gestion avancée de six semaines de l'Université Harvard en 1966.

## Bank of America
Clausen est certifié pour pratiquer le droit après avoir obtenu son diplôme de la faculté de droit de l'Université du Minnesota, mais à la place, il obtient un emploi à la Bank of America à Los Angeles, en Californie. Il devient vice-président en 1961, vice-président senior en 1965, vice-président exécutif en 1968, vice-président du conseil d'administration en 1969 et président-directeur général en 1970.

## Banque mondiale
En 1981, Clausen est nommé président de la Banque mondiale. Il est remplacé 5 ans plus tard par Barber Conable. Son mandat de président à la Banque mondiale voit l'augmentation massive des prêts d'ajustement structurel qui ont été introduits sous son prédécesseur Robert McNamara.

## Retour à Bank of America
Clausen retourne à Bank of America comme président et Directeur général en 1986, mais se retire d'un rôle exécutif actif en 1990 pour devenir président non exécutif. Pendant son séjour à la banque, il l'aide à devenir la plus grande banque commerciale des États-Unis. Clausen est également membre du conseil consultatif de SRI International et membre du conseil des gouverneurs de United Way.
En 1980, Clausen reçoit le Golden Plate Award de l'American Academy of Achievement présenté par le membre du Conseil des récompenses Stephen Bechtel Sr.. Le AW Clausen Center for World Business du Carthage College de Kenosha, dans le Wisconsin, est nommé en son honneur.